# Ardano e Dartula
Ardano e Dartula è un'opera in due atti di Stefano Pavesi, su libretto di Paolo Pola. La prima rappresentazione ebbe luogo al Teatro La Fenice di Venezia nel carnevale del 1825.
Gli interpreti della prima rappresentazione furono:
| Personaggio | Interprete              |
| ----------- | ----------------------- |
| Cairba      | Giovanni David          |
| Ardano      | Maddalena Masini        |
| Dartula     | Henriette Méric-Lalande |
| Gaulo       | Gentile Borgondio       |
| Bresilla    | Rosa Nerini             |
| Carilo      | Antonio Tamburini       |

## Struttura musicale
- Sinfonia

### Atto I
- N. 1 - Introduzione e Cavatina di Gaulo Oh come torbido - Nel baciarti, o sacra tomba (Coro, Carilo, Gaulo)
- N. 2 - Cavatina di Dartula Se nel silenzio della notte io sento
- N. 3 - Coro e Terzetto fra Dartula, Ardano e Cairba Viva il giovine guerriero - Ah! tutti svanir
- N. 4 - Duetto fra Dartula e Gaulo Che mai sarà!
- N. 5 - Aria di Cairba A Cairba dir che tremi? (Cairba, Coro)
- N. 6 - Finale I Dagli occhi cerulei (Coro, Cairba, Ardano, Dartula, Carilo, Gaulo, Bresilla, Altano)

### Atto II
- N. 7 - Introduzione Che mai ci narri tu! (Coro, Carilo)
- N. 8 - Aria di Gaulo S'anco in quell'antro orribile (Gaulo, Coro)
- N. 9 - Terzetto fra Dartula, Cairba e Carilo Non paventa, spietato!
- N. 10 - Coro ed Aria di Ardano Se del valor sei figlio - Mentre cedo all'invito di gloria (Ardano, Coro)
- N. 11 - Coro Sacro è di guerra il cantico (Coro, Ardano, Gaula, Carilo)
- N. 12 - Duetto fra Cairba e Carilo Taci, che un fiero orgoglio
- N. 13 - Aria di Dartula Delle tue cupe grotte (Dartula, Coro)
- N. 14 - Aria di Cairba e Finale II Ombra terribile - Non guardarmi in torvo aspetto (Cairba, Coro, Gaulo, Ardano, Carilo, Altano, Bresilla)